# ائلودی نقاش
ائلودی نقاش (انگلیسی: Élodie Nakkach؛ زادهٔ ۲۰ ژانویهٔ ۱۹۹۵) بازیکن فوتبال اهل فرانسه است.
وی همچنین در تیم ملی فوتبال Morocco بازی کرده‌است.